# Choapa
Provincie Choapa je provincie v regionu Coquimbo v Chile. Žije zde přibližně 91 tisíc obyvatel.

## Obce
- Canela
- Illapel
- Los Vilos
- Salamanca